# جونکو انوشیما
جونکو انوشیما (ژاپنی: 江ノ島 盾子 هپبورن: Enoshima Junko) شخصیت داستانی و هماورد اصلی از مجموعهٔ اسپایک چانسافت، دانگانرونپا می‌باشد.